# Norddal
Norddal là một đô thị (municipality) của hạt Møre og Romsdal, Na Uy. Đô thị Norddal đã được tách khỏi Ørskog vào ngày 1 tháng 8 năm 1883. Sunnylven đã được tách khỏi Norddal mùa Thu năm 1838.
Tên gọi này trong tiếng Na Uy Cổ là tên của Dalr, với từ dalr m 'thung lũng'. Tiếp đầu ngữ là Nord- 'phía bắc' được thêm vào năm 1600.
Cho đến năm 1918, tên này được viết Norddalen.